# Tijnmuidenbrug
De Tijnmuidenbrug, aangeduid KW517 is een bouwkundig kunstwerk in Amsterdam Nieuw-West. 
Het bouwwerk is gelegen in de Westrandweg, onderdeel van de autosnelweg A5. Ze overspant de Amsterdamse verkeersweg Dortmuiden. Het architectenbureau Zwarts & Jansma Architecten was verantwoordelijk voor het ontwerp van deze rijksweg en al haar kunstwerken. De weg werd met het oog op de landelijke gebieden als een lange sliert uitgevoerd. Over de aanleg werd jarenlang geprocedeerd tot aan de Raad van State aan toe. In 2009 werd het startsein gegeven en begon Rijkswaterstaat met het aanleggen van het gedeelte tussen de A9 en de Tweede Coentunnel. In de rijksweg werden twee opmerkelijke kunstwerken aangelegd, het viaduct Rijksweg 5 – Ringvaart Haarlemmermeer en een 3,3 kilometer lang viaduct langs en boven de Amsterdamse Basisweg. In tegenstelling tot die bouwwerken is het viaduct over Dortmuiden van veel eenvoudiger opzet, het ziet eruit als een klassiek viaduct met slechts één rij brugpijlers met juk in het midden. De overspanning wordt gevormd door betonnen liggers. Tekenend voor de kunstwerken in de A5 zijn de bruglantaarns die naar buiten wijken.
De brug is vernoemd naar de weg Tijnmuiden, die het zuidelijke verlengstuk is van Dortmuiden. Tijnmuiden en Dortmuiden zijn brede verkeerswegen met gescheiden verkeersstroken die park Lange Bretten en bedrijventerrein Abberdaan ontsluiten.